# Censo demográfico do Brasil de 1950
O VI Recenseamento Geral do Brasil, conhecido como Censo de 1950 foi a sexta operação censitária realizada em território brasileiro, sendo a segunda regida pelo Instituto Brasileiro de Geografia e Estatística, e a primeira realizada em regime democrático. Esta edição apresentou menos perguntas em relação à anterior, sendo excluídos os questionamentos referentes à cegueira, surdo-mudez, naturalidade dos pais, data da fixação de residência, sindicalização, propriedade de imóveis, previdência social, seguros privados, idade do recenseado na data de nascimento do primeiro filho, proficiência em Português, escolaridade e a espécie de remuneração na ocupação principal ou suplementar.